# Ludność Raciborza
Demografia Raciborza – w XIV wieku Racibórz należał do najludniejszych miast na Górnym Śląsku. Później jednak liczba mieszkańców nie ulegała większym zmianom i miasto zaczęło tracić na znaczeniu. Dopiero na przestrzeni ostatnich dwustu lat populacja Raciborza znacznie wzrosła, jednak przy równoległym wzroście populacji innych miast Racibórz nie odzyskał dawnej pozycji.
Pierwsza wzmianka o Raciborzu pochodzi z 1108 roku, lecz liczba osób zamieszkujących miasto w tamtym okresie jest trudna do określenia. W połowie XIV wieku Racibórz liczył około 3100 mieszkańców i był wtedy jednym z najludniejszych miast na Górnym Śląsku. Podobną liczbę mieszkańców Racibórz miał u końca XVIII wieku. Od XIX wieku następowało zwiększanie liczby mieszkańców. Pod koniec tego stulecia w mieście mieszkało już ponad 21 000 osób. W XX wieku wzrost liczby ludności dodatkowo spotęgowało włączanie do granic miasta kolejnych ościennych miejscowości. Już na początku dwudziestego stulecia liczba mieszkańców przekroczyła 30 000 i Racibórz stał się powiatem grodzkim. Na przełomie lat 20. i 30. liczba ta doszła do 50 000. W latach 30. nie obserwowano już jednak wzrostu tej liczby, zaczęła ona nawet maleć. Mimo to Racibórz wciąż był jednym z ważniejszych ośrodków miejskich na Górnym Śląsku. W latach 1924–1938, choć stolicą prowincji górnośląskiej było Opole, miasto było siedzibą landtagu. Koniec II wojny światowej zastał Racibórz jedynie z trzema tysiącami mieszkańców, liczba ta półtora roku później wynosiła już jednak niemal 20 000, a w II połowie lat 50. przekroczyła 30 000. W dalszych latach Racibórz stale zwiększał liczbę swych mieszkańców, osiągając kulminacyjny punkt w 1991 roku, kiedy to wyniosła ona 65 300. Miasto, mimo rozwoju, stopniowo traciło jednak na znaczeniu w regionie, do czego przyczynił się gwałtowny rozwój miast Górnośląskiego Okręgu Przemysłowego oraz powstanie w latach 60. XX wieku Rybnickiego Okręgu Węglowego. W latach 1950–1975, gdy Racibórz należał jeszcze do województwa opolskiego, był po Opolu drugim co do wielkości miastem województwa. Od 1991 roku liczba mieszkańców zmalała i według danych z 31 grudnia 2009 roku wynosi 56 484, co daje 81. miejsce w Polsce pod względem liczby ludności. W świetle prognozy demograficznej przeprowadzonej przez Główny Urząd Statystyczny liczba ta dalej będzie maleć, po 2015 roku spadnie poniżej 50 000, a w 2030 roku wyniesie 41 115.

## Liczba ludności
Pierwsze odnalezione ślady obozowisk ludzkich na terenie obecnego Raciborza pochodzą z okresu przedostatniego zlodowacenia środkowopolskiego. Pochodzą z Raciborza-Studziennej, datowane są na 240 do 180 tys. lat p.n.e. Natrafiono także na znaleziska z późniejszych okresów czasów prehistorycznych, również na ślady osadnictwa. Kolejne ślady pochodzą z wczesnego średniowiecza. W tym okresie istniał na Ostrogu gród obronny Gołęszyców.

### Ludność Raciborza od początków miasta do XIX wieku
Pierwsza wzmianka o Raciborzu pochodzi z 1108 roku. Liczba ludności w pierwszym okresie powstawania miasta jest trudna do określenia. Do jej wzrostu przyczyniały się zarówno przyrost naturalny, jak i napływ ludności. Jednak wojny, choroby, pożary i inne klęski żywiołowe powodowały wahania w liczebności mieszkańców. Według danych szacunkowych na podstawie świętopietrza w 1329 roku Racibórz liczył 2348, a w 1337 roku 2882 mieszkańców, co czyni go jednym z najliczebniejszych miast ówczesnego Górnego Śląska. W połowie XIV wieku szacuje się, że Racibórz wraz z przedmieściami miał ok. 3100 mieszkańców. Zawierał się wtedy tylko w granicach murów miejskich, od 1307 roku powiększony był także o niewielką osadę Nowe Miasto (Rybaki) wyrosłą w pobliżu Bramy Odrzańskiej. Informacje z XVI wieku mówią o regresie gospodarczym miasta, a co za tym idzie spadku jego liczebności. W 1532 roku Racibórz posiadał 288 domów, z których 229 należało do mieszczan, 12 do szlachty, 10 do duchowieństwa, a 37 było pustych. Wzrostowi liczby mieszkańców nie sprzyjały także pożary, które nękały miasto w latach 1546–1574. Na początku XVII wieku liczba ludności wynosiła ok. 3300 osób, a pod koniec pierwszej połowy XVIII wieku spadła do ok. 2700 osób. Pod koniec XVIII wieku Racibórz liczył 259 domów mieszczańskich.
| Rok  | Liczba mieszkańców | Katolików | Ewangelików | Innych chrześcijan | Żydów | Mężczyzn | Kobiet |
| ---- | ------------------ | --------- | ----------- | ------------------ | ----- | -------- | ------ |
| 1749 | 1577               |           |             |                    |       |          |        |
| 1772 | 2530               |           |             |                    |       |          |        |
| 1787 | 3272               | 3255      | 3255        | 3255               | 17    | 1391     | 1881   |
| 1790 | 3596               |           |             |                    |       |          |        |
| 1791 | 3511               |           |             |                    |       |          |        |
| 1793 | 3629               |           |             |                    |       |          |        |
| 1800 | 3457               |           |             |                    |       |          |        |
| 1818 | 4655               |           |             |                    |       |          |        |
| 1825 | 5315               |           |             |                    |       |          |        |
| 1840 | 7022               | 5154      | 1155        |                    | 713   | 3341     | 3680   |
| 1842 | 7102               |           |             |                    |       |          |        |
| 1852 | 9384               |           |             |                    |       |          |        |
| 1855 | 9962               |           |             |                    |       |          |        |
| 1858 | 10 226             |           |             |                    |       |          |        |
| 1861 | 11 794             | 8854      | 1826        |                    | 1114  |          |        |
| 1867 | 14 571             |           |             |                    |       |          |        |
| 1871 | 15 322             | 11 883    | 2220        | 10                 | 1209  | 7867     | 7455   |
| 1885 | 19 524             | 15 131    | 3075        | 1                  | 1317  | 9747     | 9777   |
| 1895 | 21 680             | 17 113    | 3538        | 6                  | 1021  | 10 582   | 11 098 |
| 1900 | 25 250             |           |             |                    |       |          |        |
| 1902 | 30 398             |           |             |                    |       |          |        |
| 1903 | 32 500             |           |             |                    |       |          |        |
| 1905 | 32 690             | 27 718    | 4138        | 9                  | 823   | 15 392   | 17 298 |
| 1910 | 38 424             | 33 613    | 4014        |                    |       |          |        |
| 1925 | 49 076             |           |             |                    |       |          |        |
| 1927 | 49 076             |           |             |                    |       |          |        |
| 1933 | 51 680             | 47 368    | 3573        | 7                  | 563   |          |        |
| 1939 | 50 004             | 45 640    | 3403        | 42                 | 289   |          |        |

W 1749 roku miasto zamieszkiwało 1577 mieszkańców. W 1772 roku miasto liczyło 2530 osób. Z 1787 roku pochodzą najwcześniejsze oficjalne dane, które mówią o 3272 mieszkańcach, w tym 3255 chrześcijan oraz 17 żydów. Wśród chrześcijan znajdowało się 30 przedstawicieli szlachty, w tym 12 mężczyzn. Z obowiązku służby wojskowej zostało zwolnionych 7, ponieważ byli zbyt niscy (mieli poniżej 5 stóp, to jest około 157 cm), 107 obcokrajowców, 43 niezdolnych do służby i 65 zwolnionych na podstawie przywilejów, a także 1824 kobiet. W 1790 roku liczba mieszkańców osiągnęła liczbę 3 596. Można znaleźć również dane z końca XVIII wieku, według których w 1791 roku miasto zamieszkiwały 3511 osoby, a w 1793 roku liczba ludności wynosiła 3629 mieszkańców. W 1795 roku liczba mieszkańców wyniosła 3081 osób.

### Ludność Raciborza w XIX wieku
W 1800 roku populacja Raciborza wynosiła 3457 mieszkańców. Warto tutaj zaznaczyć, że w tamtych czasach miasto zamykało się w obrębie murów miejskich. W 1840 roku liczba ludności sięgnęła 7022 mieszkańców, w tym 5154 katolików, 1155 ewangelików i 713 żydów. Liczba zawartych małżeństw wynosiła 880, mężczyzn było 3342 (47,6% populacji), a kobiet 3680 (52,4% populacji). W 1842 roku miasto liczyło 7102 osoby. W 1849 roku liczba mieszkańców wzrosła do 8499 osób. W 1852 roku było już 9384 mieszkańców. Następne dane można znaleźć z 1858 oraz 1861 roku, kiedy to miasto przekroczyło liczbę 10 000 mieszkańców. W 1858 roku Racibórz liczył 10 226 osób, a w 1861 roku już 11 794. Tak wielki wzrost liczby mieszkańców związany jest z włączeniem w 1860 roku do miasta wsi Nowe Zagrody, która liczyła 1455 osób. 3 grudnia 1867 roku w Raciborzu było 14 571 mieszkańców.
1 grudnia 1871 roku w ówczesnych Prusach został przeprowadzony spis powszechny, który objął również Racibórz. Według danych w nim zawartych w mieście znajdowały się 724 budynki mieszkalne, w których zamieszkiwało 2579 rodzin oraz 241 osób samotnych. Liczba ludności wynosiła 15 322, z czego mężczyzn było 7867 (51,3%), a kobiet – 7455 (48,7%). Jedynie 5777 (37,7%) osób urodziło się w Raciborzu. W mieście było wtedy 11 883 (77,6%) katolików, 2220 (14,5%) ewangelików, 10 innych chrześcijan oraz 1209 (7,9%) żydów. Wykształcenie mieszkańców było następujące: 2943 (19,2%) to dzieci poniżej 10 roku życia, 10 986 (71,7%) to osoby umiejące pisać i czytać, 250 (1,6%) to osoby, które nie podały swojego wykształcenia, natomiast analfabetami było 1143 (7,5%) osób. W Raciborzu mieszkało 13 niewidomych, 113 głuchoniemych oraz 24 idiotów i wariatów, natomiast upośledzonych było 150 osób.
1 grudnia 1885 roku odbył się kolejny spis ludności. Według niego liczba ludności wynosiła 19 524 mieszkańców i w przeciągu 14 lat wzrosła o 27,4%. Mężczyzn było 9747 (49,9%), a kobiet – 9777 (50,1%). Miasto było zamieszkiwane przez 3075 (15,8%) ewangelików, 15 131 (77,5%) katolików, 1 innego chrześcijanina oraz 1317 (6,7%) żydów. W Raciborzu znajdowało się 818 budynków mieszkalnych, w których mieściło się 3786 gospodarstw domowych. 2 grudnia 1895 roku odbył się następny spis ludności. Według niego w mieście znajdowało się 21 680 ludzi, w tym 11 098 (51,2%) kobiet i 10 582 (48,8%) mężczyzn. Wśród mieszkańców było 3538 (16,4%) ewangelików, 17 113 (78,9%) katolików, 6 innych chrześcijan, 1021 (4,7%) żydów.

### Ludność Raciborza w latach 1900–1945
| Rok  | Liczba mieszkańców | Mężczyzn | Kobiet | Gęstość zaludnienia |
| ---- | ------------------ | -------- | ------ | ------------------- |
| 1945 | ok. 3000           |          |        |                     |
| 1946 | 19 605             |          |        |                     |
| 1950 | 26 447             |          |        |                     |
| 1955 | 29 903             |          |        |                     |
| 1957 | 29 830             | 16 266   | 13 564 |                     |
| 1960 | 32 523             |          |        |                     |
| 1961 | 33 900             |          |        |                     |
| 1962 | 34 600             |          |        |                     |
| 1963 | 35 500             |          |        |                     |
| 1964 | 36 100             |          |        |                     |
| 1965 | 36 561             |          |        |                     |
| 1966 | 37 000             |          |        |                     |
| 1967 | 38 500             |          |        |                     |
| 1968 | 39 400             |          |        |                     |
| 1969 | 40 200             |          |        |                     |
| 1970 | 40 600             |          |        |                     |
| 1971 | 40 643             |          |        |                     |
| 1972 | 41 300             |          |        |                     |
| 1973 | 42 200             |          |        |                     |
| 1974 | 45 338             |          |        |                     |
| 1975 | 45 913             | 23 934   | 26 359 | 671                 |
| 1976 | 46 200             |          |        |                     |
| 1977 | 50 800             |          |        |                     |
| 1978 | 51 400             |          |        |                     |
| 1979 | 52 900             |          |        |                     |
| 1980 | 55 532             | 26 803   | 28 729 | 741                 |
| 1981 | 57 182             |          |        |                     |
| 1982 | 57 973             |          |        |                     |
| 1983 | 58 805             |          |        |                     |
| 1984 | 59 819             | 28 965   | 30 854 | 798                 |
| 1985 | 61 011             |          |        |                     |
| 1986 | 61 773             |          |        |                     |
| 1987 | 62 493             |          |        |                     |
| 1988 | 61 791             |          |        |                     |
| 1989 | 62 833             |          |        |                     |
| 1990 | 64 394             |          |        |                     |
| 1991 | 65 300             |          |        |                     |
| 1992 | 64 327             |          |        |                     |
| 1993 | 64 875             | 31 189   | 33 686 | 865                 |
| 1994 | 65 071             |          |        |                     |
| 1995 | 65 041             | 31 310   | 33 731 | 867,7               |
| 1996 | 64 961             | 31 347   | 33 614 | 866,6               |
| 1997 | 64 523             | 31 119   | 33 404 | 860,8               |
| 1998 | 64 273             | 30 962   | 33 311 | 857,4               |
| 1999 | 64 093             | 29 095   | 31 646 | 855,0               |
| 2000 | 63 484             | 28 770   | 31 362 | 846,9               |
| 2001 | 62 964             | 28 545   | 31 067 | 840,0               |
| 2002 | 59 290             | 28 357   | 30 933 | 793,7               |
| 2003 | 58 778             | 28 106   | 30 672 | 784,1               |
| 2004 | 58 310             | 27 773   | 30 537 | 777,9               |
| 2005 | 57 755             | 27 452   | 30 303 | 770,5               |
| 2006 | 57 170             | 27 121   | 30 049 | 762,2               |
| 2007 | 56 919             | 26 976   | 29 943 | 758,8               |
| 2008 | 56 727             | 26 969   | 29 758 | 756,3               |
| 2009 | 56 484             | 26 842   | 29 642 | 753,0               |
| 2010 | 56 397             | 26 779   | 29 618 | 752,0               |
| 2015 | 55 547             | 26 472   | 29 075 | 740,5               |

W 1900 roku miasto poszerzyło swoje granice o Bosacz, mający w 1895 roku 944 mieszkańców, a w 1902 roku również o Starą Wieś oraz Proszowiec mające kolejno 4105 oraz 807 mieszkańców. Racibórz liczył łącznie 30 398 mieszkańców. 1 kwietnia 1903 roku miasto stało się powiatem miejskim z 32 500 mieszkańcami na powierzchni 15,49 km².
1 grudnia 1905 roku przeprowadzono spis ludności. W mieście było 1404 domów mieszkalnych, a także 29 innych zamieszkałych budynków, chat, namiotów, wozów i innych. W tym czasie w Raciborzu było 6256 rodzin wieloosobowych oraz 721 gospodarstw jednoosobowych. Liczba ludności sięgnęła 32 690, gdzie było 15 996 mężczyzn (w tym 604 żołnierzy) i 16 694 kobiet. Pod względem wyznania wśród mieszkańców było 27 718 katolików, 4138 ewangelików, 9 innych chrześcijan, 823 żydów, a także 2 osoby innego wyznania. Podczas tego spisu zaprezentowano również dane o deklarowanym języku ojczystym i tak 21 195 osób zadeklarowało język niemiecki jako ojczysty, w tym było 16 297 katolików, 2090 ewangelików i 808 żydów. 9892 osoby zadeklarowały język polski jako ojczysty, w tym było 22 ewangelików. Inny język został zadeklarowany przez 513 osób, gdzie 438 mieszkańców mówiło po morawsku, w tym 13 ewangelików. 1077 mieszkańców za język ojczysty uznało dwa języki (język niemiecki i inny). 1 kwietnia 1910 roku do miasta włączono Płonię, która liczyła 5450 mieszkańców, a sam Racibórz liczył wtedy 38 424 mieszkańców. Przed wybuchem I wojny światowej miasto liczyło 38 600 mieszkańców.
20 marca 1921 roku przeprowadzono plebiscyt, w którym spośród 25 836 uprawnionych do głosowania udział wzięło 24 675 osób. 2227 (9%) głosowało za Polską, a 22 291 (90,4%) za Niemcami. W wyniku plebiscytu oraz powstań śląskich po polskiej stronie granicy znalazł się należący do miasta obszar o powierzchni 437 ha, w tym las miejski Widok, tereny wokół wieży Bismarcka oraz folwark w Brzeziu. Wszystkie te tereny wciąż były jednak własnością magistratu. W 1925 roku liczba mieszkańców osiągnęła liczbę 41 000. W 1927 roku Racibórz liczył 49 076 mieszkańców, a w 1933 roku 51 680 mieszkańców. Tak wielki wzrost liczby ludności wynika z włączenia 5 stycznia 1927 roku Ostroga, Studziennej, obszarów dworskich i Ocic do miasta. Racibórz zwiększył swoją powierzchnię o 1 787,4 hektary, które zamieszkiwały 8108 osoby, do ogólnej powierzchni 4286 ha.
W 17 maja 1939 roku liczba ludności wynosiła 49 724, czyli w przeciągu ostatnich 6 lat zmniejszyła się o 1656 osób.

### Ludność Raciborza od 1945 roku
W maju 1945 roku miasto zamieszkiwało około 3000 osób. Pod koniec roku było już ponad 23 000 mieszkańców, w tym 13 145 Polaków, 10 000 Niemców, 87 Czechów, 18 Żydów i 32 osoby innego pochodzenia. Przybyło także 4435 repatriantów ze wschodnich ziem polskich. Pod koniec 1946 roku liczba ta wyniosła 19 605 osób.
W grudniu 1950 roku liczba ludności wyniosła 26 447 mieszkańców. 45% przyrostu w latach 1950–1955, który wyniósł niecałe 4000 osób stanowiła ludność napływowa. W 1957 roku Racibórz liczył 29 830 mieszkańców, w tym 13 564 (45,5%) mężczyzn oraz 16 266 (54,5%) kobiet.
27 maja 1975 roku do miasta przyłączono Brzezie nad Odrą, które liczyło wówczas 2900 osób. Pod koniec 1975 roku Racibórz liczył 50 293 osób, w tym 23 934 mężczyzn oraz 26 359 kobiet. Na każdych 100 mężczyzn przypadało wówczas 110,1 kobiet. Gęstość zaludnienia wynosiła 671 osób na 1 km². 1 lutego 1977 roku włączono Ocice Górne, które liczyły 235 osób oraz Sudół liczący 110 mieszkańców, a także Markowice i Miedonię. 31 grudnia 1980 roku miasto liczyło 55 532 mieszkańców, w tym 26 803 mężczyzn oraz 28 739 kobiet. Na każdych 100 mężczyzn przypadało 107,2 kobiet, a gęstość zaludnienia wynosiła 741 osób/km².
W 1984 roku Racibórz liczył 59 819 mieszkańców, w tym 28 965 mężczyzn oraz 30 854 kobiet. Na każdych 100 mężczyzn przypadało 106,5 kobiet, a gęstość zaludnienia wynosiła 798 osób/km².
W 1991 roku miasto osiągnęło jak najwyższą jak dotąd liczbę mieszkańców, która wynosiła wtedy 65 300. 31 grudnia 1993 roku miasto liczyło 64 875 mieszkańców, w tym 31 189 mężczyzn oraz 33 686 kobiet. Na każdych 100 mężczyzn przypadało 108 kobiet. W Raciborzu było 6372 (9,8%) dzieci w wieku do 6 lat, 13 310 (20,5%) młodzieży w wieku od 7 do 17 lat, 1927 (3%) młodzieży w wieku 18–19 lat, 29 322 (45,2%) osób w wieku produkcyjnym, od 20 do 49 lat, 9362 (14,4%) osób w wieku 50–64 lat oraz 4578 (7%) osób w wieku emerytalnym. Gęstość zaludnienia wynosiła 865 osób/km².
W 2002 roku miasto liczyło 60 162 mieszkańców, w 2003 roku – 59 466 mieszkańców, a w 2004 roku – 58 817 mieszkańców. Dane z 2006 roku mówią o 57 987 mieszkańcach, a na koniec 2008 roku Racibórz liczył 56 727 mieszkańców. Według danych z 31 grudnia 2009 roku liczba ludności wynosiła 56 484, co daje miastu 81. miejsce pod względem liczby ludności miast w Polsce. 31 grudnia 2010 r. liczba ludności wynosiła 56 397.
W świetle prognozy demograficznej przeprowadzonej przez Główny Urząd Statystyczny liczba mieszkańców w najbliższych latach będzie maleć, po 2015 roku spadnie poniżej 50 000, a w 2030 roku wyniesie 41 115.

## Powierzchnia miasta
Szacuje się, że w XIV wieku miasto rozlokowane w zakolu Odry zajmowało powierzchnię ok. 19 hektarów.
Pierwsze rozszerzenie miasta o okoliczną wieś miało miejsce w 1860 roku Wtedy to zostały włączone do niego Nowe Zagrody. W 1885 roku powierzchnia Raciborza wynosiła 5,95 km², a w 1895 roku – 5,932 km².
W 1900 roku do miasta włączono kolejną wieś – Bosacz. W 1902 roku wsie Stara Wieś i Proszowiec znalazły się w granicach Raciborza. 1 kwietnia 1903 roku miasto o powierzchni 15,43 km² stało się powiatem grodzkim. 1 kwietnia 1910 roku włączono do niego wieś i obszar dworski Płonia, a powierzchnia wyniosła wtedy 22,24 km².
20 marca 1921 roku w wyniku przeprowadzonego plebiscytu miasto utraciło 4,37 km² swojej powierzchni i obejmowało 17,87 km². 5 stycznia 1927 roku do włączono do niego wsie Ostróg i Studzienną, a także obwody dworskie Racibórz-Zamek, Ocice-Zamek, Studzienna, Stara Wieś i Proszowiec o łącznej powierzchni 14,99 km². Powierzchnia Raciborza wyniosła wtedy 32,86 km².
W 1975 roku do miasta włączono wieś Brzezie. 1 lipca 1975 roku w wyniku reformy administracyjnej Racibórz został pozbawiony praw miasta wyłączonego z powiatu. 1 lutego 1977 roku zostają włączone do niego wsie Markowice, Miedonia, Ocice Górne i Sudół. W 1980 roku powierzchnia wynosiła 74,96 km².
W 1995 roku miasto miało powierzchnię 74,96 km². 1 lipca 1999 roku Racibórz nie skorzystał z możliwości stania się powiatem grodzkim i wchodzi w skład powiatu raciborskiego. W 2006 roku powierzchnia wzrosła do 75,01 km². Zmiana powierzchni wynikała prawdopodobnie z modernizacji ewidencji gruntów.